# Katholische Universität Löwen (1835–1968)

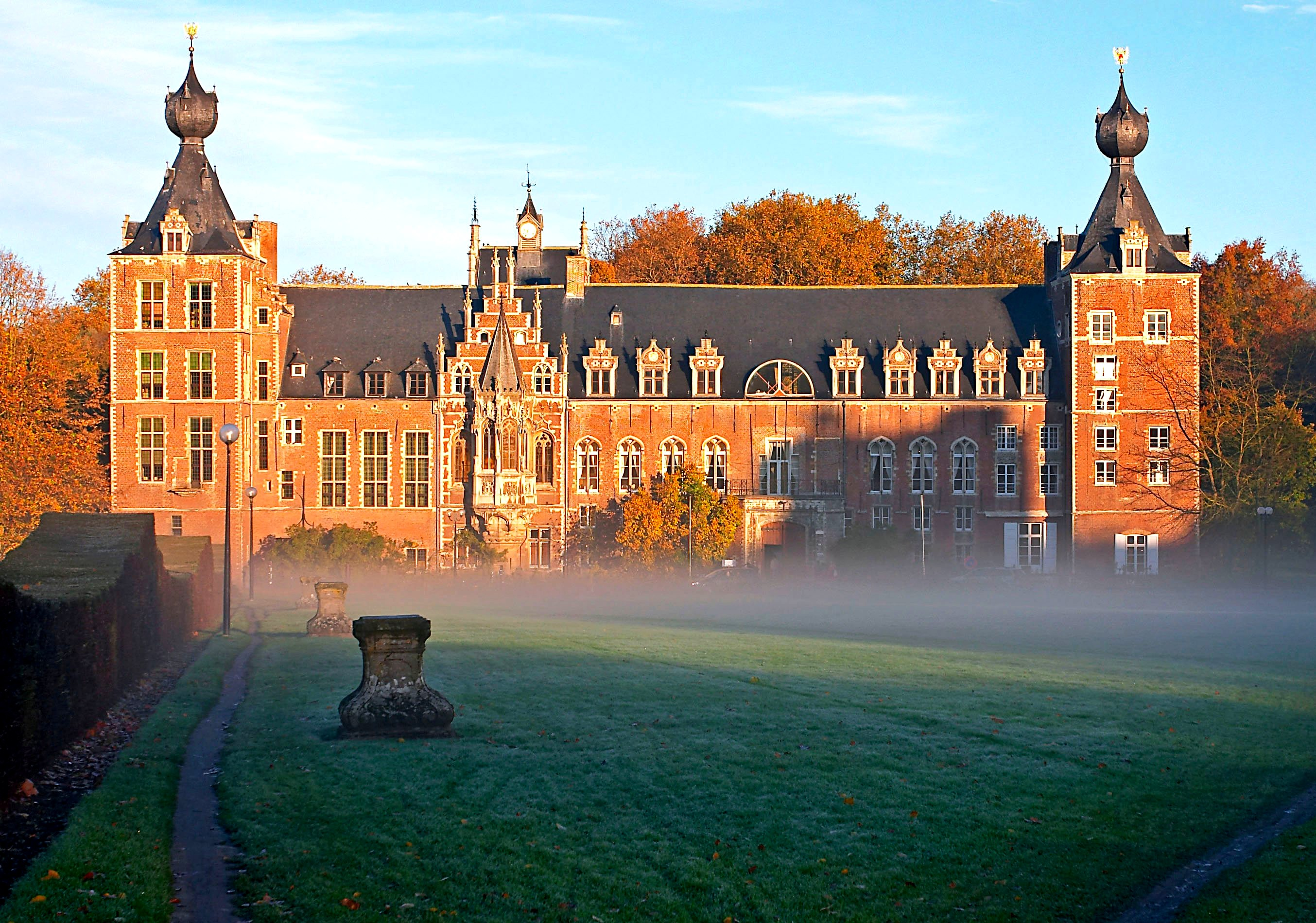
Schloss Arenberg, zur Universität gehörig

Die Katholische Universität Löwen (französisch Université catholique de Louvain, niederländisch Katholieke Universiteit te Leuven) war eine zwischen 1835 und 1968 existierende Universität mit Sitz in Löwen (niederländisch Leuven, französisch Louvain) in der belgischen Region Flandern. Die Universität wurde 1968 im Zuge des flämisch-frankophonen Konflikts in die niederländischsprachige Katholieke Universiteit Leuven (KU Leuven) und die französischsprachige Université catholique de Louvain (UCL) in Louvain-la-Neuve (Neu-Löwen) aufgespalten.

## Geschichte
Am 8. November 1834, etwa vier Jahre nach der Unabhängigkeit Belgiens wurde auf Veranlassung der belgischen Bischöfe, nachdem diese die Genehmigung von Papst Gregor XVI. eingeholt hatten, die Gründung einer Katholischen Universität in Mechelen verkündet. Die Nachricht von der Gründung stieß überwiegend auf Ablehnung im liberal gesinnten Bürgertum Belgiens. Es wurde eine Einflussnahme der Katholischen Kirche auf das Bildungssystem des jungen Staates Belgien befürchtet. Als Gegenmaßnahme veranlassten die Liberalen 1834 die Gründung der nicht-konfessionellen Université libre de Bruxelles. Schon am 1. Dezember 1835 wurde der Standort der Katholischen Universität von Mechelen nach Löwen verlegt.
In Löwen hatte es bereits zwei Universitäten als Vorläufer gegeben. Von 1425 bis 1797 bestand hier die Alte Universität Löwen, die im Gefolge der Französischen Revolution und der nachfolgenden Revolutionskriege untergangenen war. Nach dem Wiener Kongress und der Aufrichtung des Vereinigten Königreichs der Niederlande gründete die niederländische Regierung die Reichsuniversität Löwen. Die Universität war überkonfessionell und die Lehrveranstaltungen wurden überwiegend auf Latein abgehalten. Im Gefolge der politischen Änderungen nach der Unabhängigkeit Belgiens wurde der Universitätsbetrieb 1835 eingestellt.
Unterrichtssprache an der neuen Katholischen Universität war, wie in allen damaligen Universitäten Belgiens, ausschließlich Französisch. Die Universität bemühte sich, an die Traditionen der mittelalterlichen Universität Löwen anzuknüpfen.
Im Ersten und Zweiten Weltkrieg wurde die Universität und insbesondere ihre wertvolle Bibliothek schwer zerstört. Die durch deutsche Truppen verursachte Zerstörung Löwens im Ersten Weltkrieg rief weltweit Aufsehen hervor und diente den Alliierten fortan an Beweis für „deutsche Barbarei“.

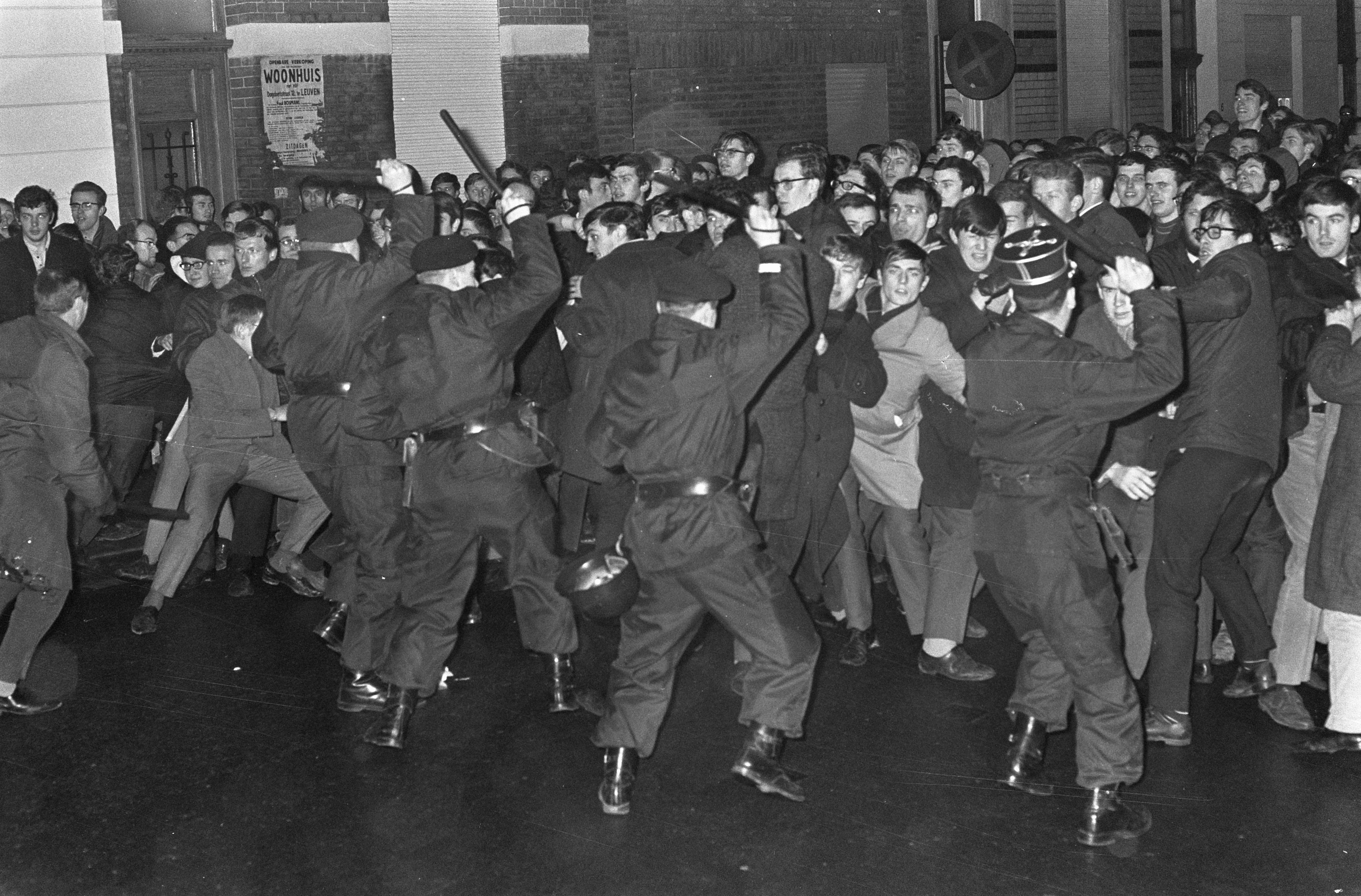
Demonstrierende flämische Studenten in Löwen am 18. Januar 1968

Schon vor dem Ersten Weltkrieg begannen die Spannungen zwischen niederländischsprachigen und französischsprachigen Studenten. Die Flamen erreichten, dass zunächst einzelne Lehrveranstaltungen und später ganze Studiengänge zweisprachig angeboten wurden. Jedoch blieb die Universität bis nach dem Zweiten Weltkrieg eine überwiegend französischsprachig geprägte Hochschule. In den 1960er Jahren verstärkten sich die Gegensätze, so dass 1967/68 schließlich die Aufspaltung der Universität in die niederländischsprachige Katholieke Universiteit Leuven und die französischsprachige Université catholique de Louvain beschlossen wurde.